# Microrregión del Guamá
La microrregión del Guamá es una de las microrregiones del estado brasileño del Pará perteneciente a la mesorregión Nordeste Paraense. Su población fue estimada en 2006 por el IBGE en 412.198 habitantes y está dividida en trece municipios. Posee un área total de 28.214,206 km².

## Municipios
- Aurora del Pará
- Cascada del Piriá
- Capitán Pozo
- Garrafão del Norte
- Ipixuna del Pará
- Irituia
- Madre del Río
- Nova Esperança del Piriá
- Ourém
- Santa Luzia del Pará
- São Domingos del Gramíneas
- São Miguel del Guamá
- Viseu

## Distritos
- Canaã- Perteneciente a Ipixuna del Pará
- Novo Horizonte - Perteneciente a la Ipixuna del Pará
- Km 14 - Perteneciente a São Miguel Del Guamá
- Km 75 - Perteneciente a Aurora Del Pará

- Datos: Q2395113